# Judith Estrin
Judith L. Estrin (nacida en 1954 o 1955) es una pionera, ingeniera, empresaria y escritora sobre Internet. Ha sido acreditada como una de las personas clave en el desarrollo de Internet cuando estuvo trabajando en el proyecto inicial de TCP en Stanford. Actualmente es directora ejecutiva (CEO) de JLabs, una compañía privada enfocada en impulsar la innovación en negocios, gobierno y organizaciones sin ánimo de lucro. Estrin es una emprendedora en serie habiendo cofundado ocho compañías de tecnología. Ha sido la directora de tecnología de Cisco Sistemas desde 1998 hasta el 2000.

## Primeros años y educación
Estrin creció en un entorno científico, tecnológico y de ingeniería, lo que la permitió tener acceso a desarrollar desde pequeña cómodamente sus conocimientos, teniendo en su madre y su padre a dos modelos a seguir. Es la hermana mediana de tres hermanas que son también personas de éxito en sus respectivas carreras. Desde pequeña enfocó su vida al aprendizaje e investigación sobre cómo llevar nuevas tecnologías a la gente. Estrin además fue una apasionada por el baile folklórico desde que entró en la secundaria.
La familia de Estrin incluye a su hermana Deborah Estrin, profesora de Ciencias de la Computación, y sus padres, Thelma Estrin y Gerald Estrin, que eran informáticos en Universidad de California en Los Ángeles y doctores en ingeniería eléctrica. Judy Estrin recibió una licenciatura en matemáticas e informática en la Universidad de California en Los Ángeles y el máster en ingeniería eléctrica de la Universidad de Stanford en 1977.
Mientras estaba en Stanford, Estrin trabajó con un grupo de investigación pionero de las ciencias de la computación, a veces llamado informalmente el "Padre de Internet". En ese equipo desarrolló la especificación TCP / IP que forma la tecnología subyacente de Internet, dedicándose a las pruebas iniciales de TCP. También investigó tecnología de Ethernet, una tecnología que estuvo desarrollada en paralelo con su desarrollo sobre TCP / IP y aquello dejaron interconectar ordenadores en el área local.

## Carrera
Después de Stanford, tras entrevistas con grandes gigantes como HP, Intel y Xerox, trabajó en su primera startup, Zilog Corporation (una compañía de semiconductores que se había separado de Intel y competía contra él), donde contribuyó al diseño de los microprocesadores Z8 y Z8000 primeramente, y, posteriormente dirigió el equipo que desarrolló uno de los primeros sistemas comerciales de red de área local llamado Z-net. Los intereses por los que decidió trabajar en Zilog fueron intelectuales y formativos. Fue en esta empresa donde conoció a su exmarido Bill.
Abierta a aprovechar nuevas oportunidades, en 1981, Estrin cofundó Bridge Communications junto con su exmarido, una empresa de routers de red, puentes y servidores de comunicaciones que se hizo pública en 1985 y se fusionó con 3Com en 1987. La decisión de crear una compañía de redes vino dada por el motivo de que las redes estaban siendo el boom en aquella época, y consideraron importante enfocarse a ellas. Fue gracias a esta compañía donde empezó a aprender a desenvolverse en la parte comercial y de marketing de las empresas, explicando y enseñando qué hacían y cómo funcionaban sus productos, entre otras cosas. Estrin dirigía la parte tecnológica y de ingeniería mientras su marido se enfocaba en el aspecto administrativo y comercial, aunque con el tiempo Estrin también acabó dirigiendo el marketing y las ventas. Tras su fusión con 3Com, tuvieron problemas en la cogestión de la nueva empresa resultante, y tras nueve meses decidieron marcharse de la compañía. En 1988, en medio de una etapa de descanso por los años intensos en Bridge Communications, la ofrecieron trabajar y unirse junto al equipo fundador de Network Computing Devices (NCD) como vicepresidenta ejecutiva, más tarde se convirtió en presidenta y CEO en 1993. En el 1994 tomó la decisión de salir de NCD por necesidades personales tanto de presión como familiares.
En 1995 (6 meses después de dejar NCD), cofundó Precept Software, Inc., una compañía de desarrollo de software de redes, y se desempeñó como Presidenta y CEO hasta su adquisición por Cisco Systems en 1998, cuando se convirtió en su CTO y Vicepresidenta Senior de Cisco Systems hasta el año 2000.
En el 2000, Estrin cofundó Packet Design, LLC, una compañía de tecnología de redes, con su esposo Bill Carrico, con $24 millones en fondos de la empresa de capital riesgo Foundation Capital y un grupo de inversores privados, incluida Estrin; Carrico; James Barksdale ; Bill Joy y Frank Quattrone. Packet Design más tarde lanzó tres start-ups respaldadas por empresas, incluyendo Packet Design, Inc. Bajo Packet Design, su trabajo se centró en la tecnología de red avanzada. Fue en esta etapa donde se separó con su exesposo. Sirvió como CEO de Packet Design, LLC hasta que se disolvió, distribuyendo sus activos a los inversores a fines del 2007.
Tras trabajar y dirigir en Packet Design, creó JLabs-Judy’s Lab, definido por ella misma como un vehículo para las múltiples cosas que hace, centrándose principalmente en la innovación y el liderazgo.
Su hijo, David Carrico, es un emprendedor tecnológico, que fundó EvntLive en 2013, y luego Estrin se unió como CEO. Dejó de trabajar en EvntLive en 2014 cuando se vendió a Yahoo.

### Autora
Estrin es la autora del libro Cerrar la brecha de innovación: reactivar la chispa de la creatividad en una economía global (McGraw-Hill; tapa dura, septiembre de 2008), un libro de interés general que desafía a líderes nacionales, académicos y empresariales a trabajar juntos para hacer Estados competitivos de nuevo. En su libro habla también sobre los diferentes niveles de éxito.

### Posiciones en las juntas
Se desempeñó como miembro de los consejos de administración de The Walt Disney Company desde (1998 – 2014), FedEx Corporation desde (1989 – 2010), Sun Microsystems desde (1995 – 2003) y Rockwell Corporation (1994 – 1998). Además, forma parte de los consejos asesores de la Escuela de Ingeniería de Stanford.
Estrin trabajó en los directorios de FedEx Corporation (1989-2010), Rockwell Automation y Sun Microsystems, así como en la Junta Directiva de Walt Disney Company durante quince años. También es miembro de los consejos asesores de la Escuela de Ingeniería de Stanford y del programa interdisciplinario Bio-X, y es miembro de la Junta Asesora de Ciencia e Innovación del Presidente de la Universidad de California. También sirvió en la Junta Asesora de Innovación de America Compete en 2011.

## Premios
Estrin ha sido aparecido tres veces en la revista Fortune dentro de la lista de las 50 mujeres más poderosas en los negocios estadounidenses.
- 2010 @– GIL (Crecimiento, Innovación y Liderazgo) Premio, Helada & Sullivan[18]
- 2002 @– Sala de Fama, Mujeres en la tecnología Internacional
- 1998 @– 50 mujeres más potentes en negocio americano, revista Fortune[19]
- 1987 @– EY Entrepreneur del Premio de Año Recipient, Región de California Del norte

## Lectura adicional
- Estrin, Judy. "Naturaleza o Nurture: Mi Vida en Tecnología, Tan Lejos", Museo de Historia del Ordenador
- Estrin, Judy, Cerrando el Vacío de Innovación: Reigniting la Chispa de Creatividad en una Economía Global, McGraw-Hill, septiembre, 2008